# Sârbii și muntenegrenii din Albania
Minoritatea sârbo-muntenegreană din Albania numără cca 2000-4000 de persoane (după unele statistici, numărul real s-ar ridica la peste 30.000 de persoane). Potrivit Ministerului sârb al Diasporei, în 2009, minoritatea sârbo-muntenegreană din Albania este cea mai vulnerabilă și periclitată minoritate din Europa, neavând dreptul la învățarea limbii materne în școli, orientare religioasă liberă (ortodoxia sârbă), mass-media în limba maternă etc, iar în timpul regimului comunist al lui Enver Hoxha, sârbii au fost nevoiți să adopte nume albaneze și nu sunt în măsură să le schimbe. Însă minoritatea sârbo-muntenegreană păstrează relații strânse cu Muntenegru.

## Istorie
Sârbii din Shkodra (Scutari) s-au format prin amestecul nou-veniților slavi (care au venit aici între secolele V-VII) cu autohtonii (iliri, traco-daci) și coloniștii romani rămași. După înlăturarea dominației bizantine, aceștia s-au organizat în mai multe stătulețe(cnezate și voievodate), cum ar fi Doclea. Începând cu secolul 14 regiunea Shkodra face parte din Regatul Medieval Sârb și apoi din Imperiul Sârb. După destrămarea Imperiului Sârb, regiunea este incorporată Principatului Zeta, vasală Veneției. La sfârșitul secolului XV, regiunea este incorporată Imperiului Otoman. 
În 1912, regiunea Scutari este incorporată Albaniei, iar între 1915 și 1918, în timpul Primului Război Mondial, a fost ocupată de trupele Puterilor Centrale(Bulgaria, Albania, Germania, Austro-Ungaria), fiind totodată și locul trecerii armatei sârbe și muntenegrene spre Marea Adriatică.
În timpul celui de-Al Doilea Război Mondial regiunea este ocupată de Italia și apoi Germania, sârbii fiind supuși unui val de persecuții din partea autorităților fasciste albaneze, alături de alte minorități cum ar fi evreii, grecii și aromânii. După război a reintrat în cadrul Albaniei.

## Demografie
În 1912, episcopul ortodox sârb Nikolaj Velimirović a înregistrat mai mult de 60.000 de etnici sârbi în regiunea Shkodra și Tirana și 39 de sate sârbești în interiorul Albaniei. În Korçë au fost înregistrați 1400 de iugoslavi.
Conform recensământului populației Albaniei din 1928, au fost înregistrați cca 65.000 de sârbi din Albania, care fac în jur de 8% din populația totală a Albaniei și cea mai mare a minoritate din Albania.
Anii 1990: 1542 de sârbo-muntenegreni în Vrakë.
Pe 13 octombrie 2017, parlamentul albanez, la cererea Uniunii Europene, a votat un proiect de lege privind protecția minorităților etnice, sârbii primind astfel statut oficial de minoritate națională alături de alte grupuri etnice, cum ar fi aromânii.

## Religia
Sârbii din Albania sunt preponderent ortodocși, dar există și o minoritate musulmană.

## Nume
Ca parte a politicii de asimilare, sârbilor nu li s-a permis să aibă nume sârbești. Mulți sârbi au cuvinte simple ca nume de familie: Druri (drvo, copac), Arra (Orah, nuc), Guri (kamen, piatră), Hekuri (gvožđe, fier), Qershia (tresnja, cires), Dritarja (Prozor, fereastră).

## Personalități
- Stefan Marinović(secolul XVI): pictor venețian, născut în Shkodra
- Nikola Musulin: profesor sârb
- Kosta Miličević: pictor, născut în Vrake
- Millosh Gjergj Nikolla: poet, născut în Shkodra
- Branko Kadia și Jordan Misja: comuniști și eroi naționali ai Albaniei, născuți în Shkodra
- Vojo Kushi(1918–1942): comunist, erou al Albaniei și Iugoslaviei
- Anastas Bocarić(1864–1944): pictor, născut la Durres
- Nikola Vulić(1872–1945): istoric, filolog și arheolog, născut în Shkodra
- Vasilije Popović Cico(1914–1962): pictor, născut la Shkodra